# Raniel
Raniel Santana de Vasconcelos (Recife, Pernambuco, Brasil, 11 de junio de 1996), conocido solo como Raniel, es un futbolista brasileño. Juega de delantero y su equipo actual es el BG Pathum United de la Liga de Tailandia.

## Trayectoria

### Santa Cruz
Raniel comenzó su carrera jugando al futsal y como futbolista se formó en las inferiores del Santa Cruz. Debutó con el primer equipo el 9 de marzo de 2014 en la victoria por 7-0 sobre el Salgueiro.
El delantero debutó en la Serie B el 19 de abril de 2014, como titular en el empate 1-1 en casa contra el ABC. El 21 de julio fue suspendido por 30 días luego de fallar un test de dopaje; tiempo después se reveló que fue por cocaína.
Raniel fue suspendido por un año en noviembre de 2014, aunque se le permitió jugar por mandato judicial.
Sin embargo, en mayo de 2015 la medida fue revocada y fue suspendido hasta septiembre.

### Cruzeiro
El 19 de marzo de 2016, el Santa Cruz envió a Raniel a préstamo al Cruzeiro. Aunque inicialmente formaría parte del equipo sub-20, fue contratado por el club en enero de 2017.
Raniel debutó con el primer equipo del Cruzeiro el 5 de febrero de 2017, de titular en la victoria en casa por 2-1 ante el Tricordiano en el Campeonato Mineiro. Debutó en la Serie A el 14 de mayo, como sustituto de Ramón Ábila en la victoria por 1-0 contra São Paulo.

### São Paulo
El 5 de julio de 2019, Raniel fichó por cinco años con el São Paulo. Debutó ocho días después en el empate 1-1 contra Palmeiras, y anotó su primer gol en su nuevo club en la victoria por 4-0 sobre el Chapecoense.

### Santos
El 11 de diciembre de 2019, el delantero llegó a un acuerdo con el Santos por cuatro años. Debutó el 23 de enero del siguiente año, en reemplazo de Kaio Jorge en el empate sin goles contra el Red Bull Bragantino en el Campeonato Paulista.

## Estadísticas
Actualizado al último partido disputado el 23 de julio de 2020.
| Club | Div.          | Temporada     | Liga  | Liga  | Estatal | Estatal | Copas nacionales(1) | Copas nacionales(1) | Copas internacionales(2) | Copas internacionales(2) | Otras(3) | Otras(3) | Total | Total |
| Club | Div.          | Temporada     | Part. | Goles | Part.   | Goles   | Part.               | Goles               | Part.                    | Goles                    | Part.    | Goles    | Part. | Goles |
| --- | ------------- | ------------- | ----- | ----- | ------- | ------- | ------------------- | ------------------- | ------------------------ | ------------------------ | -------- | -------- | ----- | ----- |
| Santa Cruz · Brasil | 2.ª           | 2014          | 1     | 0     | 3       | 0       | 1                   | 0                   | -                        | -                        | 0        | 0        | 5     | 0     |
| Santa Cruz · Brasil | 2.ª           | 2015          | 7     | 1     | 8       | 1       | 0                   | 0                   | -                        | -                        | 0        | 0        | 15    | 2     |
| Santa Cruz · Brasil | 1.ª           | 2016          | 0     | 0     | 10      | 0       | 2                   | 0                   | -                        | -                        | 9        | 0        | 21    | 0     |
| Santa Cruz · Brasil | Total club    | Total club    | 8     | 1     | 21      | 1       | 3                   | 0                   | 0                        | 0                        | 9        | 0        | 41    | 2     |
| Cruzeiro · Brasil | 1.ª           | 2017          | 10    | 2     | 3       | 0       | 8                   | 1                   | 0                        | 0                        | -        | -        | 21    | 3     |
| Cruzeiro · Brasil | 1.ª           | 2018          | 32    | 4     | 10      | 3       | 7                   | 2                   | 6                        | 0                        | -        | -        | 55    | 9     |
| Cruzeiro · Brasil | 1.ª           | 2019          | 2     | 0     | 8       | 3       | 0                   | 0                   | 1                        | 0                        | -        | -        | 11    | 3     |
| Cruzeiro · Brasil | Total club    | Total club    | 44    | 6     | 21      | 6       | 15                  | 3                   | 7                        | 0                        | 0        | 0        | 87    | 15    |
| São Paulo · Brasil | 1.ª           | 2019          | 14    | 1     | -       | -       | -                   | -                   | -                        | -                        | -        | -        | 14    | 1     |
| São Paulo · Brasil | Total club    | Total club    | 14    | 1     | 0       | 0       | 0                   | 0                   | 0                        | 0                        | 0        | 0        | 14    | 1     |
| Santos · Brasil | 1.ª           | 2020          | 0     | 0     | 7       | 2       | 0                   | 0                   | 0                        | 0                        | -        | -        | 7     | 2     |
| Santos · Brasil | Total club    | Total club    | 0     | 0     | 7       | 2       | 0                   | 0                   | 0                        | 0                        | 0        | 0        | 7     | 2     |
| Total carrera | Total carrera | Total carrera | 66    | 8     | 49      | 9       | 18                  | 3                   | 7                        | 0                        | 9        | 0        | 149   | 20    |
| (1) Incluye datos de la Copa de Brasil (2) Incluye datos de la Copa Libertadores (3) Incluye datos de la Copa do Nordeste |               |               |       |       |         |         |                     |                     |                          |                          |          |          |       |       |

## Palmarés

### Títulos estatales
| Título                  | Club       | Estado             | Año  |
| ----------------------- | ---------- | ------------------ | ---- |
| Campeonato Pernambucano | Santa Cruz | Pernambuco         | 2015 |
| Campeonato Pernambucano | Santa Cruz | Pernambuco         | 2016 |
| Copa do Nordeste        | Santa Cruz | Nordeste de Brasil | 2016 |
| Campeonato Mineiro      | Cruzeiro   | Minas Gerais       | 2017 |
| Campeonato Mineiro      | Cruzeiro   | Minas Gerais       | 2019 |

### Títulos nacionales
| Título         | Club     | País   | Año  |
| -------------- | -------- | ------ | ---- |
| Copa de Brasil | Cruzeiro | Brasil | 2017 |
| Copa de Brasil | Cruzeiro | Brasil | 2018 |